# Plectranthias anthioides
Plectranthias anthioides là một loài cá biển thuộc chi Plectranthias trong họ Cá mú. Loài này được mô tả lần đầu tiên vào năm 1872.
P. anthioides có phạm vi phân bố ở vùng biển Tây Thái Bình Dương, nhưng không rõ chính xác vị trí của nó. Loài này chỉ được biết đến duy nhất qua một mẫu vật củaAlbert Günther. Thật không may, phần phía trên của đầu đã bị mổ xẻ để lộ cả phần sọ, do đó, cấu trúc của môi trên, mũi và số vảy của phần này không thể xác định được. Mẫu vật cũng chưa được vẽ minh họa. Tác giả Günther cũng chỉ mô tả khá vắn tắt về loài này. 
Mẫu vật (đã được ngâm rượu) duy nhất của P. anthioides có kích thước khoảng 8,3 cm. Màu sắc của mẫu vật có màu nâu nhạt, các vây màu trắng. Günther cũng ghi lại màu sắc khi còn sống của nó như sau: thân màu đỏ với một số đốm đen không đều và không rõ ở lưng và một dải màu đen dọc theo chính giữa gáy.
Số gai ở vây lưng: 10; Số tia vây mềm ở vây lưng: 17; Số gai ở vây hậu môn: 3; Số tia vây mềm ở vây hậu môn: 7; Số tia vây mềm ở vây ngực: 14.
Boulenger (1895) đã nhầm lẫn khi đặt Plectranthias megalepis là danh pháp đồng nghĩa của P. anthioides, và lại được các tác giả khác chấp thuận theo.